# Carl Hoffmann (Pfarrer, 1795)
Carl Hoffmann (* 2. Oktober 1795 in Harmuthsachsen im Werra-Meißner-Kreis; † 19. Mai 1878 in Kassel) war ein deutscher evangelischer Theologe. Er war Superintendent und Konsistorialrat in der Diözese Kassel sowie Mitglied der Ersten Kammer der Kurhessischen Ständeversammlung.

## Leben
Carl Hoffmann absolvierte ein Theologiestudium und wurde zum Dr. theol. promoviert. Er war als Pfarrer und ab 1835 zusätzlich als Metropolitan in Homberg tätig und wurde 1836 Metropolitan in Kassel. Von 1833 bis 1838 war er als Vertreter der Städte des Schwalmstroms Mitglied der Kurhessischen Ständeversammlung. Dieses Gremium wurde 1830 zum Zweck der Verabschiedung einer Verfassung gebildet und löste faktisch die Landstände der Landgrafschaft Hessen ab, die zwar weiter bestanden, aber keine Funktionen mehr ausübten. 1851 wurde Hoffmann Superintendent und Konsistorialrat im Konsistorium der Diözese Kassel. In dieser Funktion war er von 1855 bis 1857 Mitglied der Ersten Kammer der Kurhessischen Ständeversammlung. 1864 gehörte er neben Franz von Roques und Theodor Fliedner zu den Gründungsmitgliedern des Diakonissenhauses in Treysa.